# De occulta philosophia
De occulta philosophia libri tres ("Tre böcker om ockult filosofi") är ett verk i tre volymer av Heinrich Cornelius Agrippa, utgiven i Köln 1510. Boken presenterar Agrippas syn på naturfilosofi, magi och religion. Verket, som är mycket omfattande, innehåller en kombination av nyplatonska, kabbalistiska och esoteriska idéer.
De tre böckerna behandlar elementär, himmelsk och intellektuell magi. De redovisar Agrippas syn på bland annat de fyra elementen, astrologi, kabbala, siffror, änglar, Guds namn och dessa olika fenomens relationer till varandra. Dessutom presenteras magiska tekniker för att använda dessa ämnen och relationer till medicin, spådom, alkemi och ceremonier, många av vilka är hämtade från hebreiska, grekiska och kaldeiska sammanhang.